# Kubinski Kanat
Kubinski Kanat (azerski: Quba xanlığı, perzijski: خانات قبه, lezginski: Къубадин шарвал, ruski: Кубинское ханство) je bio gotovo neovisan safavdski kanat na području današnjega sjevernoga Azerbajdžana i južnoga Dagestana. Kubinski Kanat je postojao od oko 1680. do 1810. godine.

## Popis vladara
- Husein-kan (1680. – 1694.)
- Sultan Ahmed (1694. – 1711.)
- Hadži-Davud (1722. – 1728.)
- Surhaj ibn Garaj-beg (1728. – 1734.)
- Husein Ali-kan (1726. – 1758.)
- Fatali-kan (1758. – 1789.)
- Ahmad-kan (1789. – 1791.)
- Šeik Ali-kan (1791. – 1806.)
- Mirza Muhammad-kan II (1809. – 1810.)

## Vanjske poveznice
- Vladari Kubinskoga Kanata